# Vuelo 4230 de Ukrainian-Mediterranean Airlines
El vuelo 4230 de Ukrainian-Mediterranean Airlines (UMA) se estrelló en el monte Pilav, cerca del Aeropuerto de Trebisonda en Trebisonda, (Turquía), el día 26 de mayo de 2003 con 75 personas a bordo. El pasaje lo formaban 62 militares españoles, que regresaban a España tras cuatro meses y medio de misión en Afganistán y Kirguistán; todos ellos fallecieron junto a doce tripulantes ucranianos y un ciudadano bielorruso.
Este accidente aéreo fue la peor tragedia del Ejército español en toda su historia en tiempo de paz. La conmoción en España fue tal que el funeral de Estado en Torrejón de Ardoz, dos días después del siniestro, con la presencia de los Reyes de España y el Príncipe de Asturias, y retransmitido en directo por las cadenas de televisión de ámbito nacional, se convirtió en el espacio más visto de la tarde desde hacía varios años. El Gobierno español publicó un Real Decreto en el BOE por el que se «declara luto oficial desde las 00 horas del día 28 hasta las 24 horas del día 29, del presente mes de mayo, durante las cuales la Bandera Nacional ondeará a media asta en todos los edificios públicos y buques de la Armada». Este duelo oficial durante dos días fue declarado como «testimonio del dolor de la Nación española ante el fallecimiento de sesenta y dos militares españoles, en accidente aéreo ocurrido a su regreso de la misión de paz desarrollada en Afganistán, a propuesta del presidente del Gobierno». Se han abierto seis procesos judiciales a raíz de la tragedia, cuatro en España y dos en Turquía.
La tragedia estuvo salpicada de diversas polémicas. La primera se debió a la mala identificación de los cuerpos, que en algunos casos no fueron entregados a las familias correctamente o incluso los restos de diversas personas aparecieron mezclados en un mismo féretro; las identificaciones de los cuerpos se realizaron en Turquía y en muy poco tiempo, lo que se demostró como el origen de los errores. La segunda gran polémica se debió al mal estado del avión, circunstancia de la que ya habían advertido en numerosas ocasiones los militares a sus mandos, a pesar de lo cual el avión realizó el vuelo con el fatal desenlace. El 28 de mayo de 2018 Turquía informa al gobierno español que encontraron pierna de un fallecido.

## Aeronave siniestrada

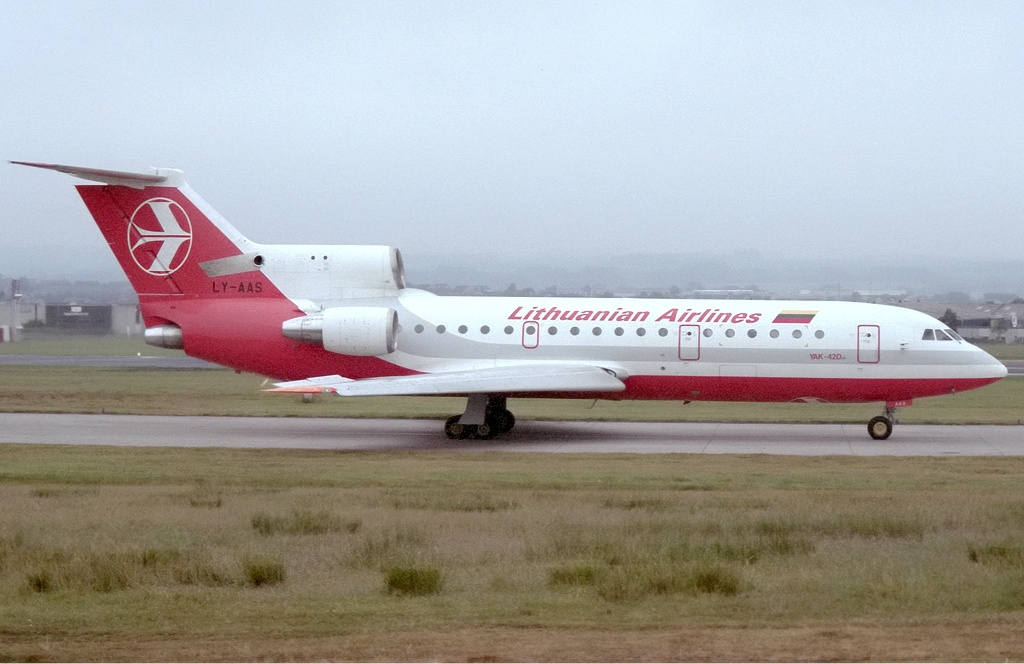
El avión involucrado en el accidente fotografiado en agosto de 1996, mientras aún estaba en servicio con Lithuanian Airlines.

La aeronave siniestrada era un Yakovlev Yak-42D fabricado en el año 1988, con matrícula UR-42352. En el momento del accidente tenía 18 739 horas de vuelo.

### Polémica sobre la seguridad del avión
Meses antes del siniestro llegaron a España noticias sobre el pésimo estado de los aviones ex soviéticos alquilados para el transporte de tropas. Por vía legislativa, una diputada del PSOE preguntó dos meses antes de la catástrofe sobre los vuelos en «aviones cuyas condiciones no parece que sean las más óptimas». Los propios fallecidos expresaron a sus familias y amigos, su preocupación y temor a viajar en ellos, José Antonio Fernández le dijo el mismo día del embarque a su mujer "reza por mí que este avión es una mierda", José Manuel Ripollés relató en un correo electrónico a un amigo, cuatro días antes del accidente: «son aviones alquilados a un grupo de piratas aéreos, que trabajan en condiciones límite, [...] la verdad es que sólo con ver las ruedas y la ropa tirada por la cabina te empieza a dar taquicardia», Vicente Agulló dijo a su padre «quieren que volemos en una tartana».
Por todo ello, todas las esferas de la sociedad, inmediatamente después del accidente se volcaron por descubrir la verdad. El diario El Mundo que titulaba los tres días posteriores al accidente: «62 militares de elite españoles mueren en un avión ucraniano alquilado por su bajo coste». "Las víctimas avisaron a sus familias del mal estado del avión ucraniano". "Familiares de las víctimas increpan al Gobierno en un emotivo funeral", "Noruega dejó de alquilar el Yak-42 tras las denuncias de sus militares"
Se tiene constancia documental de catorce quejas, realizadas por militares españoles desplegados en Afganistán en fechas previas al siniestro y que advertían de problemas diversos durante los viajes realizados en los Yakovlev-42, Illyushin-76, Antonov-124 o Túpolev-154.
Hay que señalar, que Noruega canceló el contrato con los Yak-42 tras una única queja, esta vez cursada de forma oficial, de un militar que decía: «salía aceite de los motores, pasamos mucho miedo [...], no dábamos crédito a lo que vimos, había paneles sueltos, cables pelados...» aseguró pasar más miedo en el viaje en el mismo Yak —que posteriormente se estrellaría— que desactivando minas en Kabul.

## Desarrollo del accidente
El domingo 25 de mayo de 2003, partían desde Kabul, 53 militares españoles, que llevaban cuatro meses y medio de mantenimiento de la paz en Afganistán, bajo la Fuerza Internacional ISAF. Formaban parte de ASPFOR IV, el cuarto contingente español que estaba en el país, tras la guerra sucedida a los atentados del 11-S. La primera parte del contingente regresó a España, once días antes. Pasaban de las 14.00 (hora española) cuando embarcaban en el avión, que les transportaría hacía España. Su avión, de fabricación rusa y de compañía y tripulación ucraniana, era un Yakovlev Yak-42D fabricado veinte años atrás con matrícula UR-42352.
Los 53 militares españoles desaparecidos iniciaron el viaje sobrevolando las altísimas cordilleras afganas, hasta que llegaron al aeropuerto de Manás en la capital de Kirguistán, a las 16:00, hora española. En esa nueva escala, embarcarían los otros nueve militares que llevaban otros cuatro meses de misión Libertad Duradera, de apoyo aéreo al despliegue de sus compañeros en Kabul. Iba a ser una breve escala, pero fueron 6 horas y media tensas de espera, por una mala planificación del vuelo. A las 22:40, hora española, partían hacia Turquía donde harían una nueva escala. Los últimos minutos solo han quedado reflejados en las conversaciones que tuvieron los pilotos con la torre de control de Trebisonda, porque la caja negra de voz, CVR, estaba estropeada hacía un mes y medio.

## Las víctimas

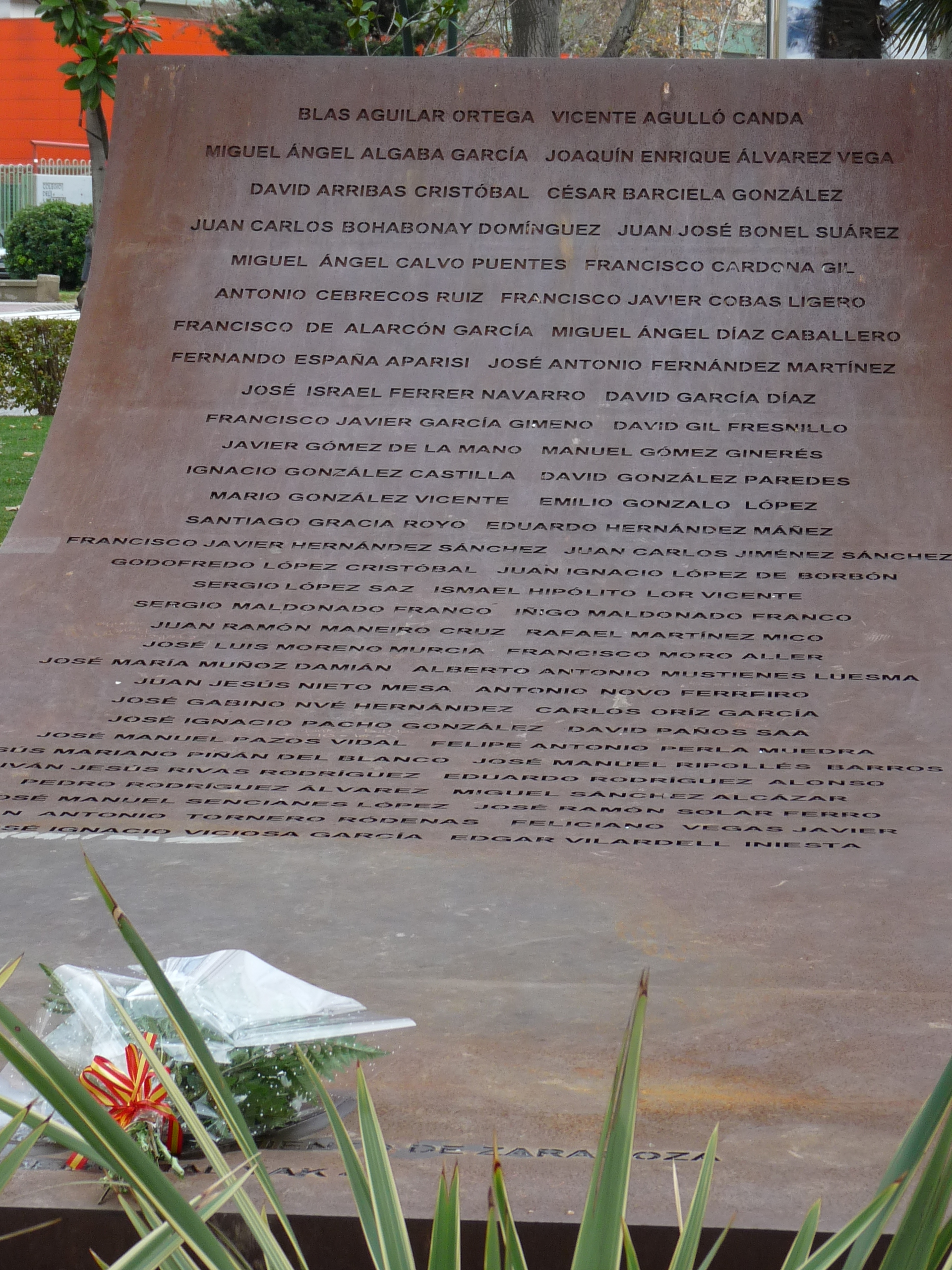
Monumento en honor de los 62 fallecidos del accidente levantado el 17 de abril de 2007 en el Paseo de la Constitución, en Zaragoza.

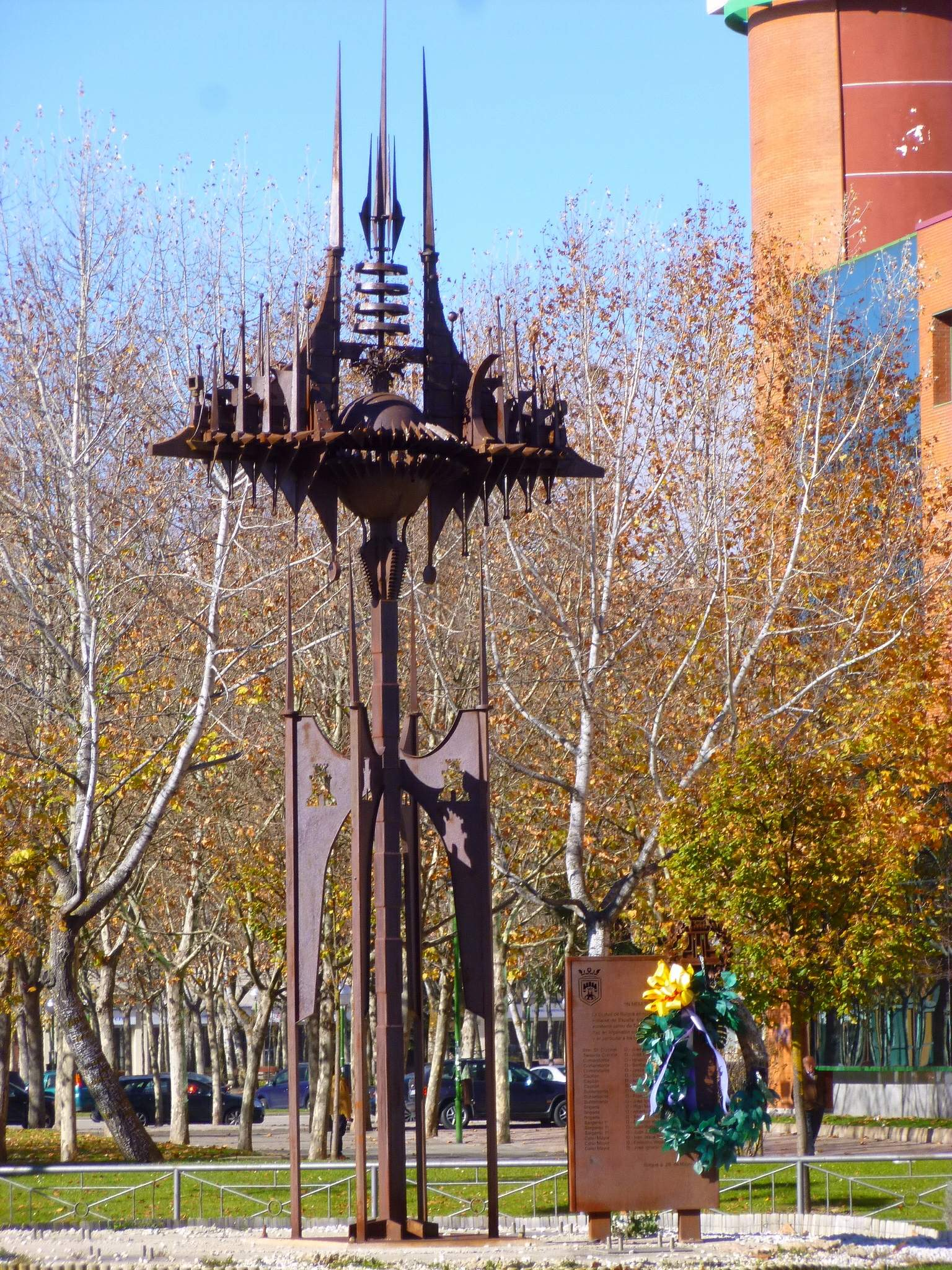
Monumento, obra del descultor Cristino Díez, en honor de los caídos en el siniestro aéreo erigido el 27 de mayo de 2013 en la calle San Roque de Burgos. De los 62 militares españoles perecidos en el accidente, 20 estaban destinados en la base burgalesa de Castrillo del Val.

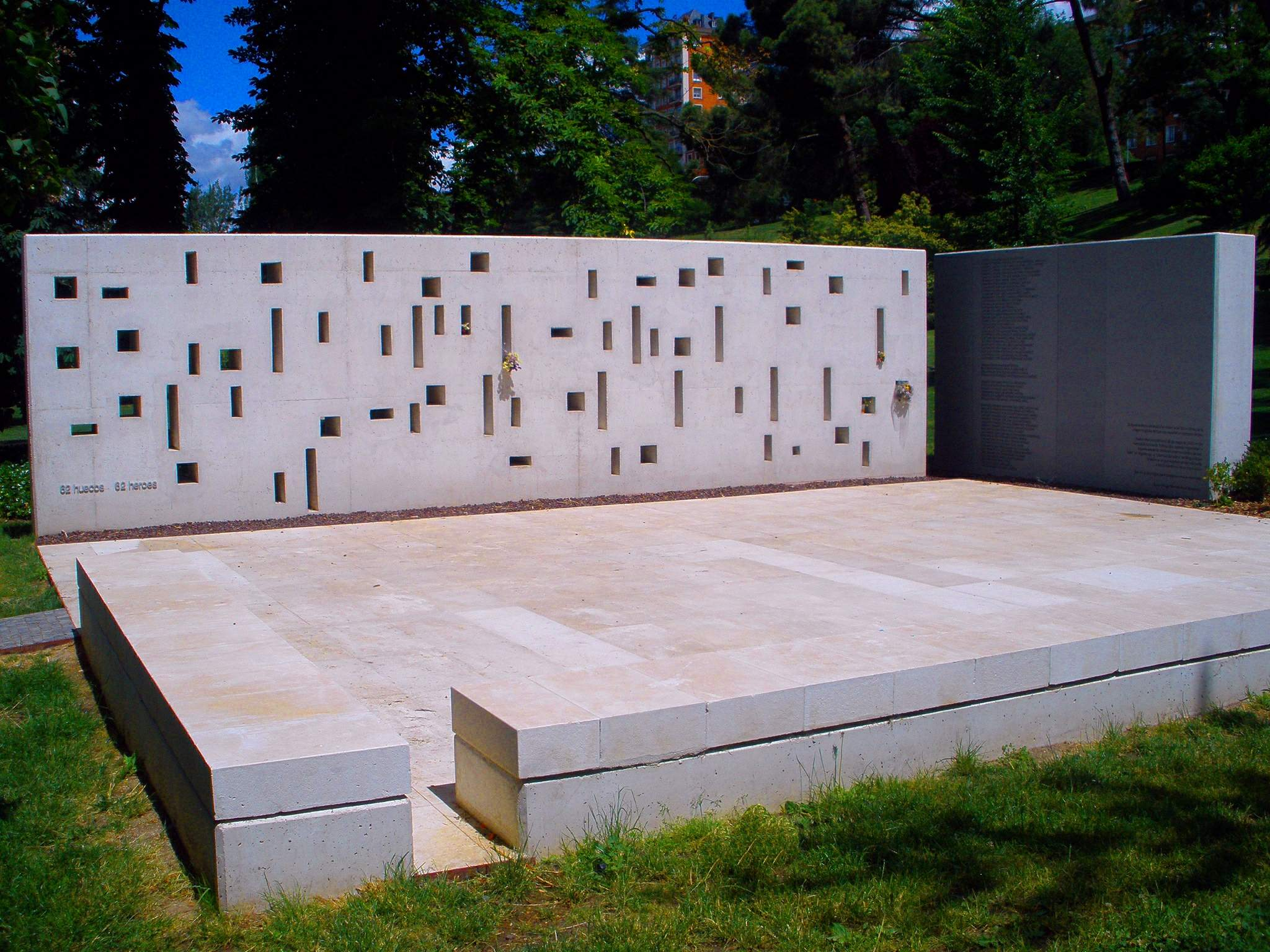
Monumento en memoria de las víctimas del accidente del Yakolev-42, 62 huecos, 62 héroes, erigido por el Ayuntamiento de Madrid en el Parque del Oeste. Obra del arquitecto Diego Manuel Novo Menéndez, este monumento de homenaje fue inaugurado el 14 de enero de 2022 por el alcalde de Madrid, José Luis Martínez-Almeida, y la ministra de Defensa, Margarita Robles.

La vida de 75 personas terminó a las 3:12 a. m. (hora española) del 26 de mayo de 2003. Amanecía, cuando a las 6:01 se anuncia de última hora, en RNE, que les acaba de llegar un teletipo con la noticia de un accidente de avión, y que puede haber víctimas españolas. A los doce minutos da la noticia EP: «Un avión militar español que regresaba de una misión en Kabul se estrelló en la madrugada de hoy lunes cerca de Trabzon, en el noreste de Turquía, según las cadenas de televisión turcas».
A partir de ese momento salta la alarma en el Ejército Español, porque en esos momentos un avión volvía desde Kabul a Zaragoza, con 62 militares españoles. Se cumplían los peores presagios, aquel 26 de mayo tenía lugar la mayor catástrofe del Ejército en tiempo de paz y también el mayor accidente en toda la historia de las Fuerzas Armadas Españolas. El suceso dejaba de lado las elecciones autonómicas del 25-M. Los fallecidos eran naturales de todas las comunidades autónomas y de todas las ciudades autónomas, excepto de Baleares y de Melilla:
| Nacionalidad |          |
| Nacionalidad | Víctimas |
| ------------ | -------- |
| España       | 62       |
| Ucrania      | 12       |
| Bielorrusia  | 1        |
| Total        | 75       |

| Región española de nacimiento |          |
| Región española de nacimiento | Víctimas |
| ----------------------------- | -------- |
| Comunidad de Madrid           | 12       |
| Castilla y León               | 8        |
| Aragón                        | 7        |
| Comunidad Valenciana          | 5        |
| Castilla-La Mancha            | 4        |
| Galicia                       | 4        |
| Cantabria                     | 3        |
| Andalucía                     | 2        |
| Principado de Asturias        | 2        |
| Cataluña                      | 2        |
| Ceuta                         | 2        |
| Extremadura                   | 2        |
| La Rioja                      | 2        |
| Canarias                      | 1        |
| Región de Murcia              | 1        |
| País Vasco                    | 1        |
| Navarra                       | 1        |
| Ifni                          | 1        |
| Total                         | 60       |

Procedían profesionalmente de cuatro ciudades:
- Zaragoza: 21 militares
- Burgos: 20 militares
- Valencia: 13 militares
- Madrid: 8 militares

De los 62 fallecidos españoles, 60 eran nacidos en España —uno nacido en la provincia de Ifni, entonces española—, uno nacido en Francia y otro nacido en Guinea Ecuatorial. La Edad Media de los militares fallecidos era de 30 años. Uno de los fallecidos, Iñaki López de Borbón, era a través de su madre un primo tercero del Rey Juan Carlos I.

### Los 62 militares españoles
| N.º | Nombre                             | Edad | Graduación       | Ejército      | País de origen    | Localidad de origen                      |
| 1   | José Ramón Solar Ferro             | 50   | Teniente coronel | Tierra        | España            | Noja (Cantabria)                         |
| 2   | Felipe Antonio Perla Muedra        | 48   | Comandante       | Tierra        | España            | Madrid                                   |
| 3   | José Manuel Ripollés Barros        | 44   | Comandante       | Tierra        | España            | Sidi Ifni                                |
| 4   | Antonio Novo Ferreiro              | 40   | Comandante       | Tierra        | España            | Guitiriz (Lugo)                          |
| 5   | José Antonio Fernández Martínez    | 41   | Comandante       | Tierra        | España            | Madrid                                   |
| 6   | Javier García Jimeno               | 36   | Comandante       | Guardia Civil | España            | Ceuta                                    |
| 7   | Jesús Mariano Piñán del Blanco     | 36   | Capitán          | Tierra        | España            | Gijón (Asturias)                         |
| 8   | José María Muñoz Damián            | 40   | Capitán          | Tierra        | España            | Zaragoza                                 |
| 9   | Juan Ignacio López de Borbón       | 36   | Capitán          | Tierra        | España            | Madrid                                   |
| 10  | Ignacio González Castilla          | 32   | Capitán          | Tierra        | España            | Madrid                                   |
| 11  | Manuel Gómez Ginerés               | 28   | Capitán          | Tierra        | España            | Navarra                                  |
| 12  | Santiago Gracia Royo               | 31   | Capitán          | Tierra        | España            | Zaragoza                                 |
| 13  | David Arribas Cristóbal            | 28   | Teniente         | Tierra        | España            | Burgos                                   |
| 14  | Antonio Cebrecos Ruiz              | 27   | Teniente         | Tierra        | España            | Cantabria                                |
| 15  | David Gil Fresnillo                | 28   | Teniente         | Aire          | España            | Segovia                                  |
| 16  | Sergio Maldonado Franco            | 33   | Teniente         | Tierra        | España            | Herrera de Pisuerga (Palencia)           |
| 17  | Mario González Vicente             | 27   | Teniente         | Tierra        | España            | Madrid                                   |
| 18  | David Paños Saa                    | 30   | Alférez          | Aire          | España            | Madrid                                   |
| 19  | Godofredo López Cristóbal          | 52   | Subteniente      | Tierra        | España            | Valdeolivas (Cuenca)                     |
| 20  | Joaquín Álvarez Vega               | 50   | Subteniente      | Aire          | España            | San Esteban de Pravia (Asturias)         |
| 21  | Francisco Moro Aller               | 42   | Brigada          | Aire          | España            | Valdesogo (León)                         |
| 22  | Pedro Rodríguez Álvarez            | 40   | Brigada          | Aire          | España            | Sotes (La Rioja)                         |
| 23  | Emilio Gonzalo López               | 41   | Brigada          | Tierra        | España            | Madrid                                   |
| 24  | José Ignacio Pacho González        | 41   | Brigada          | Tierra        | España            | Bilbao                                   |
| 25  | Francisco Javier Cobas Ligero      | 41   | Brigada          | Tierra        | España            | Ceuta                                    |
| 26  | Eduardo Rodríguez Alonso           | 39   | Brigada          | Aire          | España            | Sotes (La Rioja)                         |
| 27  | José María Pazos Vidal             | 45   | Brigada          | Aire          | España            | Marín (Pontevedra)                       |
| 28  | Juan José Bonel Suárez             | 39   | Brigada          | Tierra        | España            | Madrid                                   |
| 29  | César Barciela González            | 44   | Brigada          | Tierra        | España            | Vigo (Pontevedra)                        |
| 30  | Juan Carlos Jiménez Sánchez        | 39   | Brigada          | Tierra        | España            | Madrid                                   |
| 31  | Miguel Ángel Díaz Caballero        | 39   | Brigada          | Tierra        | España            | Granada                                  |
| 32  | Miguel Ángel Algaba García         | 38   | Sargento 1.º     | Aire          | España            | Madrid                                   |
| 33  | José Manuel Sencianes López        | 39   | Sargento 1.º     | Aire          | España            | Málaga                                   |
| 34  | José Luis Moreno Murcia            | 37   | Sargento 1.º     | Aire          | España            | Barcelona                                |
| 35  | Ismael Hipólito Lor Vicente        | 43   | Sargento 1.º     | Aire          | España            | Zaragoza                                 |
| 36  | Rafael Martínez Mico               | 38   | Sargento 1.º     | Tierra        | España            | Alfafar (Valencia)                       |
| 37  | Francisco de Alarcón García        | 40   | Sargento 1.º     | Tierra        | España            | Valencia                                 |
| 38  | Alberto Antonio Mustienes Luesma   | 35   | Sargento 1.º     | Tierra        | España            | Zaragoza                                 |
| 39  | Blas Aguilar Ortega                | 37   | Sargento 1.º     | Tierra        | Francia           | Vaucluse                                 |
| 40  | Iñigo Maldonado Franco             | 32   | Sargento 1.º     | Tierra        | España            | Herrera de Pisuerga (Palencia)           |
| 41  | Juan Antonio Tornero Rodenas       | 31   | Sargento 1.º     | Aire          | España            | Albacete                                 |
| 42  | Sergio López Saz                   | 32   | Sargento 1.º     | Tierra        | España            | Zaragoza                                 |
| 43  | Francisco Javier Hernández Sánchez | 29   | Sargento 1.º     | Tierra        | España            | Murcia                                   |
| 44  | Juan Ramón Maneiro Cruz            | 33   | Sargento         | Tierra        | España            | Madrid                                   |
| 45  | Miguel Sánchez Alcázar             | 35   | Sargento         | Tierra        | España            | Villanueva de los Infantes (Ciudad Real) |
| 46  | David González Paredes             | 31   | Sargento         | Tierra        | España            | Zaragoza                                 |
| 47  | Eduardo Hernández Mañez            | 33   | Sargento         | Tierra        | España            | Valencia                                 |
| 48  | Juan Jesús Nieto Mesa              | 29   | Sargento         | Tierra        | España            | Montehermoso (Cáceres)                   |
| 49  | José Gabino Nve Hernández          | 32   | Sargento         | Tierra        | Guinea Ecuatorial | Bata (Río Muni)                          |
| 50  | Francisco José Cardona Gil         | 28   | Sargento         | Aire          | España            | Valencia                                 |
| 51  | Fernando España Aparisi            | 29   | Cabo 1.º         | Aire          | España            | Valencia                                 |
| 52  | Feliciano Vegas Javier             | 33   | Cabo 1.º         | Tierra        | España            | Cáceres                                  |
| 53  | Vicente Agulló Canda               | 30   | Cabo 1.º         | Aire          | España            | Lalín (Pontevedra)                       |
| 54  | Iván Jesús Rivas Rodríguez         | 24   | Cabo 1.º         | Tierra        | España            | Salamanca                                |
| 55  | Juan Carlos Bohabonay Domínguez    | 30   | Cabo 1.º         | Aire          | España            | Las Palmas                               |
| 56  | José Ignacio Viciosa García        | 23   | Cabo 1.º         | Tierra        | España            | Palencia                                 |
| 57  | Javier Gómez de la Mano            | 27   | Cabo             | Aire          | España            | León                                     |
| 58  | José Israel Ferrer Navarro         | 26   | Cabo             | Tierra        | España            | Albacete                                 |
| 59  | David García Díaz                  | 22   | Cabo             | Aire          | España            | Santander (Cantabria)                    |
| 60  | Edgar Vilardell Iniesta            | 22   | Soldado          | Aire          | España            | Hospitalet de Llobregat (Barcelona)      |
| 61  | Miguel Ángel Calvo Puentes         | 21   | Soldado          | Aire          | España            | Madrid                                   |
| 62  | Carlos Oriz García                 | 19   | Soldado          | Aire          | España            | Zaragoza                                 |

### Los 12 tripulantes ucranianos y el bielorruso
| N.º | Nombre              | Edad | Cargo                     | País de origen | Ciudad   |
| 1   | Volodymyr Kutsenko  | 38   | Piloto                    | Ucrania        | Kiev     |
| 2   | Mykola Sytnyk       | 57   | Piloto                    | Ucrania        | Kiev     |
| 3   | Ihor Pylypianko     | 31   | Copiloto                  | Ucrania        | Boryspil |
| 4   | Serhii Slatvinskyi  | 37   | Copiloto                  | Ucrania        | Kiev     |
| 5   | Vancheslav Ferents  | 38   | Ingeniero de vuelo        | Ucrania        | Kiev     |
| 6   | Dmytro Shyrokov     | 36   | Ingeniero de vuelo        | Ucrania        | Kiev     |
| 7   | Yevhen Berezovskyi  | 37   | Ingeniero                 | Ucrania        | Boryspil |
| 8   | Mykola Hutrin       | 45   | Ingeniero                 | Ucrania        | Kiev     |
| 9   | Yulia Holovina      | 23   | Azafata                   | Ucrania        | Kiev     |
| 10  | Yulia Hladka        | 24   | Azafata                   | Ucrania        | Kiev     |
| 11  | Katerina Moshkovich | 23   | Azafata                   | Ucrania        | Kiev     |
| 12  | Oleksndr Yanchenko  | 34   | Azafato                   | Ucrania        | Boryspil |
| 13  | Dmitri Molochka     | 46   | ¿Representante aerolínea? | Bielorrusia    | ¿?       |

## La polémica sobre el estado y seguridad de los aviones

### Cambios tras el siniestro
- Prohibición de contratar transporte de tropas mediante Namsa.
- Instrucción del JEMAD, para que en todos los vuelos civiles con militares, un oficial redacte un informe sobre las incidencias surgidas.
- Plan especial de Inspección y Certificación, para todos los helicópteros de las FAS.
- Derecho por parte del Estado Mayor a inspeccionar técnicamente los aviones.
- Los vuelos al exterior con tropas, se realizarán en aviones españoles de pasajeros.
- Cese de la Cúpula militar en el momento del accidente, tras confirmarse el escándalo de las falsas identificaciones el 25 de junio de 2004.
- Cese de los generales Vicente Carlos Navarro Ruiz, y José Antonio Beltrán Doña, el 9 de julio de 2004, como responsables de la firma del documento, que acreditaba la repatriación, de 30 militares sin identificar.
- Orden Ministerial 200/2004, de 11 de noviembre.
- Real Decreto 2218/2004, de 26 de noviembre.
- Real Decreto 2394/2004, de 30 de diciembre.
- Real Decreto Ley 8/2004, de 5 de noviembre.

### La reprobación moral en el Congreso
La Comisión de Defensa del Congreso aprobó el 29 de junio de 2005, por 22 votos (PSOE, ERC, IU, PNV y Grupo Mixto) contra 15 (PP) la reprobación del exministro de Defensa Federico Trillo por el caso Yak-42. Declaraba dicha resolución que «la responsabilidad de los poderes públicos por las graves negligencias detectadas en el seguimiento y control de la contratación del vuelo del avión siniestrado, así como los importantes errores del proceso de identificación de cadáveres, durante el cual se constató además un constante y claro menosprecio a las familias, no corresponde exclusivamente a las instancias militares, sino que afecta directamente a las autoridades políticas, en concreto al ministro de Defensa Federico Trillo, que ejercía las máximas funciones de dirección de la Administración Militar y de la defensa en el tiempo que tuvieron lugar los hechos».
Trillo sin embargo atribuyó al Estado Mayor de la Defensa y en el momento de la tragedia al Jefe del Mando Aéreo de Levante y en aquella fecha director de la Guardia Civil con el PSOE, Carlos Gómez Arruche, la responsabilidad por la tragedia, y alegó que la suya está colmada porque Aznar rechazó su dimisión, la noche de los Funerales de Estado, dos días después del accidente. «Nadie puede ser condenado sin ser oído», se justificó Trillo-Figueroa. El coordinador de IU, Gaspar Llamazares, le recordó que no estaba en un juicio. Pero la dependencia donde se celebró el debate, recordaba una sala de Justicia. En vez de la habitual disposición en forma de aula, los diputados se sentaron a derecha (PP) e izquierda (los demás) del estrado donde se levantaba la mesa, a modo de tribunal. La diferencia es que nadie pudo interrogarle, quien utilizó la flexibilidad del presidente, que le cedió la palabra sin límite de tiempo, para pasar del papel de acusado al de acusador, un cambio subrayado por los gestos del dedo índice de su mano derecha. Empezó por la propia comisión, a la que recriminó por incurrir en una «grave perversión del funcionamiento del sistema democrático», y acabó con su sucesor al frente de Defensa, José Bono, a quien trató de mentiroso. Familiares de víctimas exigieron la dimisión como diputado de Trillo, dentro de los pasillos del Congreso. Lo que desató gran polémica a posteriori.

## El informe oficial del accidente
El 29 de julio de 2005 se publica el Informe Oficial del Accidente del vuelo UR-42352, elaborado por la Dirección General de Aviación Civil turca. Dicho informe, firmado por Ferudum Seren (Presidente), Sükrü Tarhan (Miembro y Director de Tráfico Aéreo en funciones), Gaye Betül Dogan (miembro y jefa del Departamento de Tráfico Aéreo), Nuri Sakarya (Miembro y Comandante piloto) y Aytac Aras (Miembro e Ingeniero Aeronáutico), se realizó tomando como base el procedimiento previsto en el Anexo 13 de OACI, y en su elaboración participaron representantes acreditados de España (en nombre de las víctimas), de Ucrania (como Estado del registro y operador de la aeronave) y de Rusia (como Estado diseñador y fabricante de la aeronave), con sus correspondientes asesores. Hay que señalar, que en Anexo 13 de OACI no se contempla que el país de las víctimas participe en la investigación, ni que lo haga mediante un equipo militar, cuando se trata de un avión de línea civil. El texto del enlace fue traducido del turco por cuatro traductores de la lista proporcionada por la embajada de Turquía y fue publicado en castellano tras la revisión de estilo y la comprobación de la correspondencia o no entre las versiones en español de los textos turco e inglés, realizada por la Oficina de Interpretación de Lenguas del Ministerio de Asuntos Exteriores y Cooperación.
De este informe oficial se destaca lo siguiente:
- El vuelo contaba con doce tripulantes más un inspector de vuelo. Las tripulaciones estaban dobladas (cuatro pilotos, dos ingenieros de vuelo, seis tripulantes de cabina y un inspector de vuelo), para permitir el adecuado descanso de las tripulaciones según la normativa ucraniana. (Página 13.)
- Toda la tripulación, excepto una azafata, que podía estar en su periodo de descanso, dio negativo en la prueba de alcoholemia. (Página 14.)
- La tripulación estaba perfectamente cualificada, según la Dirección General de Aviación Civil ucraniana y la OACI, contando con una elevada experiencia de vuelo (Comandante Kutsenko: 6150 horas totales y 2490 horas en Yak-42, Primer Oficial Slatvinsky: 3659 horas, y el ingeniero de Vuelo Ferents: 3453 horas). (Página 60.)
- En el accidente no influyó nada relacionado con la salud de la tripulación. (Página 60.)
- Toda la aeronave estaba en regla según la normativa internacional aplicable. (Página 60.)
- El accidente no se debió a fallos estructurales ni de los motores y en el informe se descartan errores en el mantenimiento, o deficiencias técnicas, como origen del accidente. (Página 60.)
- La tripulación contaba con 4 horas y 45 minutos de vuelo y más de 23 horas de servicio, en el momento del accidente. (Página 65.)
- Según el informe, parece demostrado que la tripulación perdió la conciencia de la situación, o de su posición espacial, en algún momento del vuelo. (Página 66.)
- La compañía UM AIR Company operaba bajo responsabilidad de la coalición internacional liderada por EE. UU.. (Página 76.)
- Las tripulaciones estaban habilitadas por la Autoridad de Aviación Civil de Ucrania. (Página 77.)
- La aeronave contaba con combustible suficiente para la ruta y para proceder al aeropuerto alternativo en caso de necesidad. (Página 77.)
- Las condiciones meteorológicas no impedían el aterrizaje en el aeropuerto de Trebisonda en el momento del accidente. (Página 77.)
- La cantidad de combustible indicado no se correspondía con el real (había más combustible que el indicado). (Página 79.)
- El accidente se produjo por un vuelo controlado contra el terreno, o por sus siglas en inglés CFIT, presuntamente por fallos de la tripulación debidos al cansancio (página 80).
- El resumen de las causas del accidente es el siguiente (página 80):

1. Pérdida de la conciencia de la situación por la fatiga de la tripulación.
2. Incumplimiento por la tripulación de los procedimientos normalizados.
3. Aproximación realizada por la tripulación con falta de precisión.
4. Utilización incorrecta de los instrumentos y sistemas de vuelo automáticos.
5. Insuficiente formación LOFT (Capacitación Orientada al Vuelo de Líneas Aéreas), CRM (Gestión de recursos de Cabina) y ALAR (Prevención de Accidentes durante Aproximación y Aterrizaje, por parte de la tripulación.
6. Descenso por debajo de la altitud mínima en zona, que provocó un impacto por (Vuelo Controlado Contra el Terreno) o CFIT.

Entre las recomendaciones del informe destacan:
- Para el Departamento de Transporte Aéreo del Estado de Ucrania:

1. Informar a todas las líneas y a las tripulaciones del contenido del informe.
2. Estimular el cumplimiento de los requisitos ATC y de los procedimientos de aproximación de los Estados a los que se dirijan sus vuelos.
3. Revisión de las normas para el establecimiento de las horas de trabajo y períodos de descanso de las tripulaciones, en especial, cuando cubren vuelos de larga distancia con tripulaciones duplicadas o reforzadas.
4. Promover la formación CFIT de las tripulaciones de líneas aéreas y que se garantice dicha formación de acuerdo con los requisitos de la OACI.

- Para UM Air Company:

1. Elaborar un SOP (Standard Operating Procedure), que cubra todo tipo de aproximaciones instrumentales y transiciones desde instrumental a visual y circuitos de tráfico, para todos los tipos de aeronaves que tenga la compañía.
2. Proporcionar y actualizar la formación CRM, CFIT, ALAR y LOFT.
3. Formar adecuadamente a los pilotos de acuerdo con el Anexo 6, apartado 9-4.3.4 de las normas de la OACI, proporcionando una oportuna documentación didáctica, vídeos, películas o fotografías.
4. Garantizar el mantenimiento obligatorio de las líneas, los chequeos y controles a la tripulación previos a los vuelos y las revisiones generales que satisfagan adecuadamente los requisitos de la compañía y de los manuales de vuelo y que se establezcan, cuando sea necesario, nuevas regulaciones.

- Para la Autoridad de Aviación Civil de Turquía:

1. Que se informe a todos los controladores aéreos, a las líneas aéreas del contenido del informe.
2. Que se asigne un dispositivo ATIS (Servicio Automático de Información Terminal), al actual sistema AWOS (Sistema Automático de Observación Meteorológica) del aeropuerto de Trabzon, para trasmisión oral a los pilotos, a través de una frecuencia determinada, de las observaciones meteorológicas en tiempo real.
3. Se recomienda, la adquisición, por parte del aeropuerto de Trabzon, de un radar de aproximación, a la vista del previsible aumento en el tráfico en el futuro.

## Las últimas conversaciones del vuelo UKM 4230
Los últimos minutos antes de la tragedia, solo han quedado reflejados en las conversaciones que tuvieron los pilotos del Yak-42, con la torre de control de Trebisonda, porque la caja negra de voz CVR, estaba estropeada desde hacía un mes y medio. A continuación se transcriben los últimos 42 minutos, de los últimos minutos de diálogos grabados en el aeropuerto turco. Las horas que se detallan a continuación corresponden a la hora local turca (una menos en España).
Para identificar quién habla, estas son las siglas: TWR Torre de control de Trebisonda, A/C Avión, TBN Trebisonda (circuito con Ankara ATC), ANK Ankara ATC (Circuito con Trebisonda).
VOR señala la dirección, DME la distancia, e inbound preparado para entrar en pista.
- 03.31.16:

A/C: Buenos días UKM 4230.
- 03.31.47:

A/C: Trebisonda, buenos días, UKM 4230.
- 03.31.47:

ANK: ¿Me da el informe meteorológico?
TBN: Viento 260/06 nudos, visibilidad 10 km, 18/17, QHN 1012, T/L 75, SCT 2.000 pies, BKN 3000 pies.
- 03.35.41:

A/C: Torre de Trebisonda, buenos días, [aquí el vuelo] UKM 4230.
- 3.35.50:

TWR: UKM 4230 Buenos días, adelante.
A/C: Destino Trebisonda, solicitó tiempo actual y pista en servicio.
TWR: UKM 4230. Trebisonda tiene ahora el viento en calma, la pista en servicio es la 11, visibilidad 10 km, temperatura 18/17, QNH 1012, T/L 75; Scattered (SCT) a 2.000 pies, Broken (BKN) a 3.000 pies, espere aproximación ILS DME para la pista 11, compruebe su posición.
- 3.36.29:

A/C: UKM 4230. En rumbo de aproximación a 117 millas del VOR [sistema electrónico de ayuda a la navegación] de Tabriz, información copiada QNH 1012 y espero aproximación ILS [guiado] para la pista 11.
TWR: Afirmativo.
- 3.43.03:

TBN: Buenos días, señor.
ANK: Buenos días, ¿puedo mantener el UKM en la [aerovía] G67?
TBN: Mejor si lo hace, descenderá antes.
ANK: De acuerdo. Lo mandamos cuando esté establecido en G67.
TBN: OK. Muchas gracias.
ANK: Sin problemas.
- 03.49.08:

TBN: Hola.
ANK: Lo hemos establecido en G67 descendiendo, 110.
TBN: Gracias.
- 03.49.27:

TBN: UKM 4230, Trebisonda aproximación, solicitó DME [posición].
- 03.50.50:

A/C: Trebisonda, UKM 4230, rumbo 280, descendiendo, nivel 100, inbound a 24 millas del VOR de Trebisonda.
TWR: De acuerdo. Autorizado al VOR de TBN a 6.000 pies. No se esperan demoras. QNH 1012. Espere VOR/DME para la pista 29. Viento 270 grados, 12 nudos. Comunique [cuando se encuentre] sobre VOR TBN.
A/C: Espero aproximación VOR/DME para la pista 29. Descendiendo a 6.000 pies. QNH 1012 inbound, TBN.
TWR: Afirmativo. Está lloviendo y la pista está húmeda.
A/C: Recibido.
- 03.54.32:

A/C: UKM 4230 alcanzando los 6.000 pies. QNH 1012.
TWR: UKM 4230 afirmativo. Comunique [cuando se encuentre] sobre el VOR TBN.
A/C: Comunicaré sobre TBN, UKM 4210.
- 3.56.48: el piloto decide hacer el descenso manual y desconecta el piloto automático.

TWR: UKM 4230, solicitó DME [posición].
A/C: Pasando TBN, UKM 4230.
TWR: UKM 4230. Recibido. Autorizado aproximación VORDME 2 para la pista 29. Comunique virando a inbound, viento 270 grados 11 nudos.
A/C: Autorizado el VORDME 2 para la pista 29. Comunicaremos posición inbound, UKM 4230.
TWR: Afirmativo.
- 04.02.23:

TWR: UKM 4230. Compruebe su posición.
- 04.02.31: el piloto se aproxima a su primer intento de aterrizaje

A/C: 7 millas inbound TBN, UKM 4230.
TWR: Recibido. Comunique en aproximación final para la pista 29.
A/C: Comunicaré.
- 04.02.50:

TWR: Ha cesado la lluvia y la pista está húmeda.
A/C: Afirmativo y copiado.
- 04.03.25:

TWR: UKM 4230. Está lloviendo de nuevo.
El piloto no responde durante dos minutos, por una razón aún sin explicar al no funcionar la caja negra, en estos instantes se revela que quedó a 584 pies del suelo, de una autopista cercana, para el primer aterrizaje que lo abortó, también se ha comprobado que a partir de este instante cambia la voz del piloto, por lo que es el copiloto quién toma los mandos probablemente.
- 04.05.19:

A/C: UKM 4230 Procedimiento de aproximación frustrada.
TWR: Recibido. Suba a 6.000 pies.
A/C: Copiado y virando a la derecha a NDB [ayuda de campo].
- 04.05.43:

TWR: Si usted quiere puede entrar en circuito de tráfico para la pista 29.
- 04.06.13:

A/C: Intentaré una vez más circuito de tráfico para la pista 29.
TWR: Recibido. Si usted quiere puede hacer una aproximación circular a la pista 29.
A/C: Continuaremos la aproximación VORDME para la pista 29.
TWR: UKM 4230 Recibido, comunique sobre VOR TBN.
A/C: Comunicaré sobre VOR TBN.
- 04.09.18:

A/C: UKM 4230, sobre el TBN.
TWR: Recibido. Autorizado aproximación VORDME 2 a la pista 29. Comunique virando a la posición inbound.
A/C: Comunicaré en inbound. Autorizado a aproximación VORDME para la pista 29, UKM 4230.
TWR: Afirmativo.
- 04.12.46:

TWR: Compruebe su posición.
- 04.12.53:

A/C: UKM 4230 inbound... como (dice algo con voz entrecortada e incomprensible) para la pista 29 y... Waa...!
Se oye una explosión.
- 04.13.11 a 04.16.50:

TWR: UKM 4230 aquí Trebisonda. Dígame de nuevo su [posición] DME.
TWR: UKM 4230 Trebisonda. Repita su DME.
TWR: UKM 4230 Trebisonda. Compruebe su DME de nuevo.
TWR: UKM 4230 Trebisonda. Aproximación.
TWR: UKM 4230 Trebisonda. Aproximación.
TWR: UKM 4230 Trebisonda. Aproximación.
TWR: UKM 4230 Trebisonda. Aproximación.
TWR: UKM 4230 aquí Trebisonda UKM 4230, aquí Trebisonda.
Pero nunca más hubo ya respuesta, a continuación Trebisonda Aproximación informó a Ankara ATC que había perdido el vuelo UKM 4230, y los servicios de búsqueda y salvamento comenzaron a actuar en cuanto llegaron al difícil monte Pilav, de más de 2000 m s. n. m.

## Los procesos judiciales en Turquía

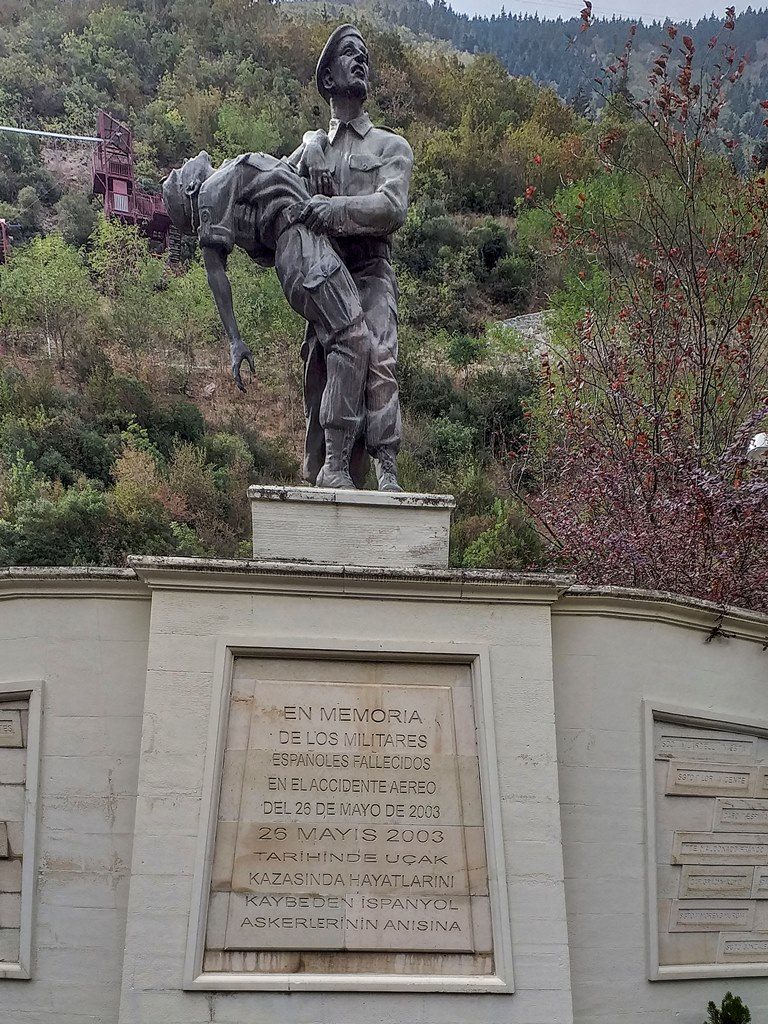
Monumento del accidente del Yakolev-42 en Maçka

Existieron dos procedimientos judiciales abiertos en Turquía, como lugar de la tragedia Yak-42.
- El primero el mismo día del accidente y de oficio, por la Fiscalía General de Maçka abrió el procedimiento penal 2003/211. En él se investigaron los posibles delitos cometidos bajo suelo turco, por negligencia en el accidente, y no de no evitarlo que es la parte que se investiga en España. El 23 de enero de 2006, se publicó el fallo del Fiscal Nebi Kurtgoz: «Aunque el accidente se produjo por la negligencia de la tripulación formada por Kutsenkok Volodymyr Nikohrvich(Capitán), Slatvinskyi Serhii Federovich (2º piloto) y Ferents Vancheslav Borisorich (Ingeniero de vuelo)... han perdido su vida, no hay lugar a abrir un proceso legal contra ellos».

- El segundo abierto a instancias de los familiares de la tripulación, mediante el abogado Serbulent Baykan, presentaron antes del primer aniversario, una demanda en el que responsabiliza del accidente a los controladores aéreos del aeropuerto de Trabzon y les reclaman 2,5 millones, por la pérdida de sus seres queridos. Argumentan que en las conversaciones del piloto con la torre de control, no le advirtió que no girase al sur, por dónde está prohibido, el caso acabó archivado. Archivado el 2 de abril de 2015 en Wayback Machine.

## Los procesos judiciales en España
Se abrieron cinco procedimientos judiciales en España como consecuencia de la tragedia del Yak-42. A día de hoy uno sigue abierto.
- La vía penal, ante la Audiencia Nacional, que se desglosa en dos procedimientos:

El primero abierto en octubre de 2003, que investigó las responsabilidades de seis altos mandos militares imputados por la imprudencia cometida al contratar el aparato, archivado en mayo de 2012. 
El segundo comenzó en marzo de 2004, terminando en marzo de 2010 con la confirmación del Tribunal Supremo de la condena por falsedad documental, a tres militares que identificaron falsariamente a las víctimas.
- La vía penal, ante el Tribunal Supremo, contra el ministro de Defensa, cuando sucedió el accidente, Federico Trillo, al estar aforado, y no poder ser juzgado ordinariamente. El 18 de noviembre de 2003, la Asociación para la Defensa y Progreso de los Intereses Ciudadanos (Politeya), del abogado Víctor Hortal, presentó la primera querella, creándose la causa especial 1276/2003. Más tarde, el 21 de abril de 2004, presentó otra la Asociación de Estudios Penales del abogado Emilio Rodríguez Menéndez. Ambas fueron archivadas el 3 de septiembre de 2004 , porque ya se había iniciado proceso penal en la Audiencia Nacional. Finalmente, en vísperas del quinto aniversario -cerca de la posible prescripción de los delitos por imprudencia-, el juez titular del Juzgado Central de Instrucción n.º 3 de la Audiencia Nacional, Fernando Grande-Marlaska (que sustituyó en 2007 a la jueza Teresa Palacios) envió de nuevo al TS, la petición de la Asociación de Familiares de imputarle, pero el mismo día del aniversario, el 26 de mayo de 2008, el TS contestó que no se le podía imputar, si el instructor no enumeraba los indicios de criminalidad contra él.

titularidad del Juzgado Central de Instrucción n.º 3 de la Audiencia Nacional
- La vía civil, ante el Juzgado de Primera Instancia e Instrucción de Zaragoza, abierto en febrero de 2004, investigó las responsabilidades de la aerolínea, su contratista y su aseguradora en la catástrofe. En marzo de 2010, el Juzgado condenó a las empresas a indemnizar a las víctimas, sentencia reafirmada en noviembre de 2010 por la Audiencia Provincial de Zaragoza. Las empresas recurrieron en última instancia al Tribunal Supremo, el Tribunal Constitucional y un Tribunal alemán. Todos rechazaron sus recursos y en octubre de 2014, las familias recibieron su indemnización.[51]

- La vía patrimonial ante el Ministerio de Defensa se inició en octubre de 2003[52] y se fue sumando con la mayor parte de las familias, hasta el primer aniversario, fecha de su prescripción. Pero quedó suspendida cuando se inició la vía penal, cuando se archivó en mayo de 2012. El juez militar reactivó el expediente en marzo de 2013, pendiente de resolución.[53]
- La vía militar. Denuncia presentada en octubre de 2022 por el comandante J. M. Molina Valdés ante el Juzgado Togado Militar Central n.º 1 por la injerencia de la justicia militar en la repatriación de las víctimas del accidente, competencia exclusiva del juez de instrucción encargado del registro civil en el punto de entrada, Torrejón de Ardoz, que se inhibió, tras lo cual la Asesoría Jurídica de Defensa, a cargo del general auditor Javier Juliani Hernán, le sustituyó por el juez togado militar n.º 32, de Zaragoza, para el cual, el teniente coronel médico Santiago Coca Menchero solicitó a los médicos militares desplazados a Turquía los certificados médicos e informes de necropsia por los que fueron condenados en la Audiencia Nacional. Consecuencia de todo lo anterior fueron las inhumaciones e incineraciones de las víctimas sin documentación y sin identificación fiable. El coronel auditor Álvaro Lafita Togores abrió Diligencias Previas 1/10/22, siendo él mismo quien las archivó poco después con el siguiente argumento: “aún admitiendo que se diera el delito de deslealtad, el delito y las penas habrían prescrito”. El recurso de apelación al Tribunal Militar Central, presidido por el coronel auditor Gonzalo Melón Muñoz, fue rechazado con el mismo argumento “si hubo delito, habría prescrito”.

### Los juicios orales por el accidente
- Primer juicio:

24 de enero de 2006 - 25 de enero de 2006:
Celebrado en la Feria de Muestras de Zaragoza, el primer juicio civil llegó 2 años y 8 meses después de la tragedia, comparacieron seis testigos (entre ellos uno de los imputados por imprudencia en la tragedia), tres peritos, y dos de las empresas demandadas, la tercera fue declarada en rebeldía por la incomparecencia. La vista se desarrolló en dos únicas sesiones.
- Segundo juicio:

24 de marzo de 2009 - 21 de abril de 2009:
Celebrado en la Audiencia Nacional, primer juicio penal del caso, declararon 26 testigos (entre ellos 10 altos mandos militares, ocho familiares de las víctimas, y los dos forenses turcos que participaron en las identificaciones), 13 peritos y los tres imputados por las falsas identificaciones de 30 de los fallecidos. La vista se desarrolló en nueve sesiones.
- Tercer juicio:

1 de febrero de 2010 - 4 de febrero de 2010:
Celebrado en el Juzgado de 1.ª Instancia de Zaragoza, segundo juicio civil del caso, comparacieron ocho testigos (entre ellos tres de los imputados por imprudencia en la tragedia), cuatro peritos y las tres empresas demandadas. La vista se desarrolló en cuatro sesiones.

## Procedimiento 366/03 en la Audiencia Nacional

### El proceso
| Denuncia | Archivo 1 | Reapertura 1 | Instrucción 1     | Archivo 2 | Reapertura 2 | Imputados           | Instrucción 2 | Archivo 3  | Archivo 4  |
| -------- | --------- | ------------ | ----------------- | --------- | ------------ | ------------------- | ------------- | ---------- | ---------- |
| 31/10/03 | 13/11/03  | 15/07/2004   | 2 años y 10 meses | 01/06/07  | 22/01/08     | 20/05/08 y 29/03/11 | 4 años        | 02/02/2012 | 17/05/2012 |

### Imputados
| Cargo             | Nombre                            | Puesto                                                                | Nacimiento | Fecha imputación    | Procesamiento | Delito                           | Condena  |
| ----------------- | --------------------------------- | --------------------------------------------------------------------- | ---------- | ------------------- | ------------- | -------------------------------- | -------- |
| Almirante General | Antonio Moreno Barberá            | Jefe del Estado Mayor de la Defensa, JEMAD                            | 1940       | 20 de mayo de 2008  | No procesado  | Homicidio imprudente por omisión | Absuelto |
| Teniente General  | Juan Luis Ibarreta Manella        | Jefe del Estado Mayor Conjunto, JEMACON                               | 1943       | 20 de mayo de 2008  | No procesado  | Homicidio imprudente por omisión | Absuelto |
| Vicealmirante     | José Antonio Martínez Sainz-Rozas | Jefe de la División de Operaciones del EMACON, JEDIVOP                | 1946       | 20 de mayo de 2008  | No procesado  | Homicidio imprudente por omisión | Absuelto |
| Coronel           | Joaquín Yáñez González            | Jefe de la Sección Logística de la División de Operaciones del EMACON | 1951       | 20 de mayo de 2008  | No procesado  | Homicidio imprudente por omisión | Absuelto |
| Coronel           | Alfonso Elías Lorenzo Taboada     | Sección Logística de la División de Operaciones del EMACON            | 1962       | 20 de mayo de 2008  | No procesado  | Homicidio imprudente por omisión | Absuelto |
| Teniente coronel  | Abraham Ruiz López                | Enlace de la División de Planes del EMACON ante la OTAN               |            | 29 de marzo de 2011 | No procesado  | Homicidio imprudente por omisión | Absuelto |

### 2003-2007: La jueza Teresa Palacios investiga la imprudencia en la contratación del avión
El 31 de octubre de 2003 se presenta la primera denuncia en la Audiencia Nacional, por la vía penal, en nombre de la Asociación de Víctimas del Yak-42, para que el juzgado esclareciese las causas del siniestro, mediante la investigación de diversas irregularidades. Solicitó que se aclare si la Administración cometió un delito de omisión con resultado de muerte, contemplado en el artículo 11 del Código penal. La denuncia no iba contra personas concretas, sino que debía ser la investigación, quien determinara responsabilidades, por eso se pedía que declarasen los responsables del Ministerio de Defensa. 
El 13 de noviembre de 2003 la jueza titular del Juzgado Central de Instrucción n.º 3 de la Audiencia Nacional Teresa Palacios (en 2007 sustituida por el juez Fernando Grande-Marlaska) rechazó la competencia para investigar la denuncia, asegurando que «las irregularidades atribuidas a Defensa tuvieron lugar, en todo caso en territorio nacional» por lo que la investigación correspondería a otros órganos judiciales y, por ende, era ajena de la investigación su sede judicial. Los abogados de las familias Gay-Vendrell, recurrieron la decisión y espetaron indefensión por parte de la jueza, al no señalar qué tribunal es competente para investigar el caso, como dice la Ley de Enjuiciamiento Criminal.
La vista para revisar los recursos de apelación fue el 12 de julio de 2004. En ella el fiscal Pedro Rubira defendió la competencia de la Audiencia Nacional para investigar el accidente del avión Yak-42, y las responsabilidades derivadas. Hasta ese momento, la Fiscalía de la Audiencia Nacional se había opuesto a que el tribunal se declarara competente para investigar lo sucedido, pero, tras recibir instrucciones expresas del nuevo fiscal general del Estado, Cándido Conde-Pumpido, ordenando que se respaldara la petición de las familias de las víctimas, se vio obligada a cambiar de criterio. Finalmente, el 15 de julio de 2004, la Audiencia Nacional se declaró competente para investigar las posibles responsabilidades penales, en la contratación del vuelo así como en las identificaciones. En el auto de once páginas, se asegura que si se hubieran desarrollado labores de control e inspección del vuelo quizás se hubiera evitado la muerte de los 62 españoles, por eso pide investigar a la jueza Teresa Palacios, «el inexplicable plan de vuelo, los defectos de funcionamiento de determinadas prestaciones esenciales del Yak, como la caja negra, transporte conjunto de personal y carga sin mecanismos de aseguramiento, el transporte de armas y explosivos en el vuelo» también asegura que hay que investigar el irregular funcionamiento de la Comisión que investiga el accidente, concluyen que las «presuntas responsabilidades derivaron de la ausencia o falta de seguimiento de la ejecución del contrato por parte de Defensa, que podría integrar el delito de comisión por omisión de los altos responsables denunciados de dicho Ministerio, como garantes».
Hasta el 20 de septiembre de 2004, no comenzaron las diligencias, 16 meses después del accidente. Lo primero que hizo la jueza fue pedir varios documentos a Defensa y Turquía. El 15 de octubre de 2004, la jueza divide, a petición del Fiscal, el proceso en dos sumarios: por un lado las diligencias sobre los responsables del accidente –ya existente- (366/2003), se desglosan para crear otras sobre la falsificación de las identificaciones (295/2004).
El 16 de noviembre de 2004 declaró el primer testigo en el caso, el general de Brigada Francisco Sánchez Borrallo, representante español en la Investigación Internacional. Dijo que uno de los factores determinantes para el accidente fue la acumulación de horas por parte de la tripulación en el aeropuerto de Manás, al estar cerrado en unas horas determinadas y permanecer en el aeropuerto casi siete horas de espera. Afirmó que ello afectó a su ciclo biorrítmico. Adelantó que se investigaba el cambio de los mandos del avión en los momentos finales.
El 14 de diciembre de 2004 se citó al segundo testigo, el coronel Joaquín Yáñez González -que acabaría imputado tres años después-, quien controlaba el contrato del Yak, junto a otro comandante, aunque solían delegar sus funciones, según reconoció, para que hubiese las 24 horas del día un contacto disponible. Durante sus dos horas de declaración admitió que se aceptó el Yakovlev, porque no había alternativa. Dijo que su función no era inspeccionar los aviones, y que se solían reunir periódicamente con la agencia intermediaria por la cual contrataban los aviones ex-soviéticos.
El 22 de junio de 2005, declara finalmente, el testigo presencial, capitán Fernando del Val, quien dijo que avisó antes de que llegase el avión, que el aeropuerto cerraba durante seis horas como era habitual. Esta desatención provocó un desfase de seis horas y media a todo el pasaje y la tripulación, que despegó mucho más fatigada. También dijo que vio a la tripulación en chanclas y bermudas, en un aspecto lamentable.
El 20 de junio de 2006 los abogados de la Asociación de familias solicitaron que declarase en calidad de testigos: el exministro de Defensa Federico Trillo, el exsecretario General de Política de Defensa, Javier Jiménez-Ugarte, además del general Ibarreta —ex JEMACON—, general Luis Alejandre —ex JEME—, el general Manuel Estellés —ex JEMALEV—, un familiar, un militar que se quejó de los aviones rusos, y el representante de la contratista Chapman Freeborn.
El 25 de noviembre de 2006, el fiscal acepta realizar todas diligencias solicitadas, Teresa Palacios no se pronuncia. Ese mismo día, se propuso la citación en calidad de perito un experto en accidentes aéreos y del exministro de Defensa, D. José Bono Martínez y de familiares de las víctimas. El fiscal el 5 de enero de 2007 rechaza citar al exministro, pero se adhiere a que declare el perito.
La jueza Teresa Palacios no se pronuncia, ni tras las solicitudes del Fiscal. La magistrado abandona el Juzgado el 19 de febrero de 2007, le sustituye el magistrado Fernando Grande-Marlaska. Él tampoco se pronuncia a las diligencias solicitadas, a pesar de que en casi de instrucción sólo habían declarado tres testigos militares.

### 2007-2012: Juez Fernando Grande-Marlaska. De 6 imputados al archivo del caso
Finalmente el 1 de junio de 2007, el nuevo magistrado Grande-Marlaska, archiva por segunda vez el caso. Al no encontrar indicios de delito por imprudencia de funcionarios Defensa al contratar el Yak-42, afirma que no tenían ninguna obligación concreta de verificar que la aeronave se encontrara en perfecto estado de mantenimiento (de hecho, aunque tuvieran esta obligación, según el informe del Accidente elaborado por la Dirección General de Aviación Civil Turca, la aeronave estaba perfectamente, la tripulación cualificada y tenía toda su documentación en regla). Las víctimas recurren;  la Fiscalía inicialmente no lo hace.
El 8 de enero de 2008, se celebra la vista de apelación a los recursos ante la Sala de lo Penal. El fiscal jefe de la Audiencia Nacional desautorizando al fiscal del caso, y siguiendo instrucciones del fiscal general del Estado Cándido Conde-Pumpido, cambia de criterio y pide reabrir el caso. Javier Zaragoza empleó tres argumentos para justificar su decisión. En primer lugar, la decisión del juez es contradictoria con la orden de julio de 2004, que le dio la propia Sección Cuarta de la Sala de lo Penal, para que investigase el siniestro. Además, tachó de "incorrecto procesalmente" el auto, reconoce la existencia de un delito y, al mismo tiempo, ordena el sobreseimiento libre, en lugar de provisional, lo que provocaría el cierre total, sin posibilidad de reapertura. El tercero, es que se vulnera el derecho a la tutela judicial efectiva, al no acordar ninguna de las solicitudes de las víctimas.
Desde el principio, se ha cercenado la investigación y se han denegado diligencias que eran necesarias para el esclarecimiento de los hechos, alegó. Pido una investigación con profundidad y sin límites, para saber qué responsabilidades hay que exigir y a qué niveles, concluyó el Fiscal Javier Zaragoza.
Fue el 22 de enero de 2008, cuando por segunda vez la Sección Cuarta de la Audiencia Nacional corrige a Marlaska y reabre la investigación sobre el Yak-42, por haberse precipitado, y no haber realizado diligencia alguna de investigación, faltando tutela judicial efectiva. Pidió investigar "las responsabilidades en que pudieran haber incurrido los presuntos responsables por omisión de la diligencia y control debidos". Además de ordenar la práctica de las diligencias pedidas por las partes y el fiscal, el auto destaca la necesidad de que se investigue judicialmente el hecho de que "personas que pudieran resultar responsables" del Ministerio de Defensa tuvieran conocimiento de las circunstancias penosas "y en ocasiones ciertamente peligrosas" en las que viajaban los militares "sin que pese a ello se hiciera lo necesario para disminuir el riesgo".
Sólo dos días después Marlaska citó a una docena de testigos, para reimpulsar las diligencias solicitadas hacía más de un año por las familias, entre otros los exministros de Defensa Federico Trillo y José Bono.
A punto de cumplirse el quinto aniversario de la tragedia, el 20 de mayo de 2008, Grande-Marlaska, imputa a petición de acusación y Fiscalía, por primera vez en Democracia un al exjefe de Estado Mayor de la Defensa –Jefe de la cúpula militar-, Antonio Moreno Barberá, y otros cuatro mandos, acusados de 62 delitos de homicidio por imprudencia grave.
El 16 de junio de 2008, Marlaska internacionaliza el caso solicitando comisiones rogatorias a más de 15 países, decenas de documentos a varios Ministerios, y cita a declarar a 51 testigos, militares y civiles.
El 23 de marzo de 2010, la Audiencia Nacional decide no ampliar la lista de imputados, por el accidente, entre ellos el exministro en el momento de la catástrofe Federico Trillo, y otros mandos militares. "Resulta obvio que ninguna de las personas que pretenden ser imputadas están obligadas ni por ley ni por contrato a evitar un accidente aéreo imprevisible, ni tampoco han creado el riesgo derivado de la utilización de los aviones en cuestión", dijo la Sala. 
El 29 de marzo de 2011, el juez Grande-Marlaska reactiva la investigación, a punto de cumplirse el octavo aniversario, e imputa a un sexto militar por 62 homicidios imprudentes. A petición de acusación y familias se imputa al teniente coronel Abraham Ruiz López, enlace del Estado Mayor Conjunto en la agencia NAMSA de la OTAN entre los años 2002 y 2003.
El 13 de enero de 2012, el fiscal Fernando Burgos solicita la apertura de juicio oral porque concurren "indicios que definen la culpa o imprudencia grave generadora de responsabilidad penal en relación con las 62 muertes producidas,... que por acción u omisión hayan podido influir en el siniestro", en particular, "en la actuación de las autoridades españolas en relación con la organización, contratación, ejecución y vigilancia, inspección y supervisión del vuelo". Los informes periciales, añade, acreditan que el avión "no reunía las condiciones mínimas de seguridad". Se conocían "las enormes deficiencias e irregularidades que caracterizaban los vuelos de esta clase (lo que hacía previsible que el siniestro pudiera suceder)", sirve para establecer que concurren indicios de una "imprudencia grave". Las familias hicieron lo propio solicitando llevar a juicio a los seis imputados. 
El 2 de febrero de 2012, el juez Fernando Grande-Marlaska archiva el caso al no encontrar ahora culpa en los imputados y sí en los pilotos según dijo, “no fueron las circunstancias relativas al estado y mantenimiento de la aeronave las causas, directas ni indirectas, del siniestro”. Las familias y Fiscalía se adhirieron a un recurso de apelación ante esto. Hecho producido sólo 21 días antes de que el magistrado dejase el Juzgado, y ser nombrado por los vocales conservadores del CGPJ, como Presidente de la Sala de lo Penal de la Audiencia Nacional.

### 2012-2014: Rechazo para reabrir el caso
El 17 de mayo de 2012, la Sección Cuarta de la Audiencia Nacional, presidida en su Sala de lo Penal por el mismo juez que lo archivó, no aceptó los recursos de las familias y Fiscalía y confirmó el sobreseimiento libre de la tragedia, dijo "ni han creado el riesgo -entendiendo por tal la gestión realizada a los efectos de dar cumplimiento de las obligaciones internacionales asumidas por España (...) en el marco de la OTAN- ni lo han agravado, limitándose a cumplir, una vez más, con la misión encomendada", refiriéndose a los imputados.
El 19 de febrero de 2013, el Tribunal Constitucional rechazó el recurso de las familias por infracción de ley para reabrir la tragedia. Dijo haber "la manifiesta inexistencia" de la violación de un derecho fundamental tutelable.
Finalmente el 3 de diciembre de 2014 el Tribunal Europeo de Derechos Humanos, no aceptó la demanda de las familias contra España, para que se le condenase por negarse a juzgar una tragedia con seis imputados que solicitaba incluso el Ministerio Público.. Con este fallo se cerró definitivamente la posibilidad de juzgar a los imputados de no evitar la tragedia, como fue defendido por diversos jueces o fiscales durante la instrucción del caso.

## Procedimiento 127/04 en el Juzgado de Primera Instancia de Zaragoza

### El proceso
| Denuncia             | Instrucción 1 | Juicio 1            | Sentencia 1           | Sentencia 2           | Instrucción 2       | Juicio 2             | Sentencia 3         | Sentencia 4             | Sentencia 5             |
| -------------------- | ------------- | ------------------- | --------------------- | --------------------- | ------------------- | -------------------- | ------------------- | ----------------------- | ----------------------- |
| 2 de febrero de 2004 | 2 años        | 24 de enero de 2006 | 10 de febrero de 2006 | 16 de octubre de 2007 | 2 años y tres meses | 1 de febrero de 2010 | 12 de marzo de 2010 | 25 de noviembre de 2010 | 13 de noviembre de 2012 |

### 2004-2005: Proceso Civil por responsabilidad en el accidente del avión
El 2 de febrero de 2004, se presentó en los juzgados civiles de Zaragoza, por ser el lugar de destino del vuelo, una demanda civil contra la compañía propietaria del avión Yak-42 siniestrado, Ucranian Mediterranean Airlines (UM Air), que recayó en el Juzgado de Primera Instancia N.º 2, dirigido por Ángel Dolado Pérez. Se presentaba en nombre de doce familias, reclamando un total de 12,5 millones de euros, dividida esta cantidad de forma ponderada en cada familia. Se basaba en un informe pericial del experto aeronáutico, Orlando Jiménez Forero, que examinó con detalle la caja negra FDR, y las conversaciones con la torre de control de Trabzon.. La denuncia fue admitida a trámite.
El 27 de diciembre de 2004, se presentó una nueva demanda. Esta, en la que participaban todas las familias, reclamaba a la empresa mayorista del avión, Chapman Freedom, encargada de contratar el avión las mismas cuantías que a UM Air, por lo que se unieron todas en una misma causa. Aparte, algunas familias por su cuenta y a nivel individual, han demandado a la aseguradora ucraniana del vuelo, Busin Joint Stocik, lo que provocó una serie de retrasos a la hora del juicio.

### 2006: Primer juicio civil y sentencia
El primer juicio por el accidente, tuvo lugar los días 24 y 25 de enero de 2006. En la primera sesión del día 24, tres militares que comparecieron como testigos asegurando que los fallecidos viajaban sin billetes. El convenio de Varsovia, que regula el transporte aéreo, establece las limitaciones de indemnización en caso de accidente en 130.000 euros, salvo que haya negligencia de la tripulación y la compañía o que los pasajeros viajen sin billetes, ya que la responsabilidad sería ilimitada.
En la última sesión, los abogados de las familias, consideraron que en el juicio quedó acreditada la responsabilidad de las compañías en el accidente. Resaltaron, especialmente, las conclusiones del perito Orlando Jiménez Forero, piloto comercial e investigador de 350 accidentes, quien aseguró que el siniestro fue consecuencia de un cúmulo de errores de una tripulación fatigada y sin cualificar de la compañía Um Air, que "en ningún caso hubiera resistido" una auditoría de seguridad aérea.
Uno de los abogados de las familias, Carlos Villacorta, hizo hincapié en que Um Air "tenía que saber que sus políticas eran suicidas", tanto para los pasajeros como para la tripulación, al indicar que la torre de control no tuvo ninguna relación con el inicio de la cadena de errores que motivó el accidente.
El 10 de febrero de 2006 se conoció la primera sentencia por el accidente en la que se estimaban parcialmente las demandas de las familias. Así, los más de nueve millones de euros que deberán pagar las citadas empresas, están muy lejos de los 60 que pidieron las familias. De esa forma, teniendo en cuenta el baremo de la Ley 30/95 para accidentes de tráfico, el juzgado estableció "que los perjudicados de cada víctima, con independencia de sus componentes, cobren como mínimo la suma de 130.000 euros”.
Según la sentencia, y basándose en el informe de la Comisión de Investigación de Turquía y en el informe pericial de uno de los peritos que testificaron en el juicio, el piloto e investigador de accidentes aéreos Orlando Jiménez, el ingeniero de vuelo tenía caducado su certificado profesional y médico, y el registrador de voz de la cabina de pilotaje no tenía datos y estuvo inoperativo durante los 45 días anteriores al accidente. Por lo que el juez Dolado calificó de "ilegal" el vuelo del Yakovlev.

### 2007-2009: Segundo Proceso Civil por responsabilidad en el accidente del avión
Las familias recurrieron en primera instancia a la Audiencia Provincial de Zaragoza, donde también recurrieron las compañías condenadas. El 16 de octubre de 2007, la Audiencia en la vista de recursos, ordenó que el caso volviese al Juzgado de Instrucción y se repetiese el juicio civil. El auto de 56 folios de la Sección Cuarta de la Audiencia Provincial de Zaragoza constituye una desautorización de la tarea del titular del Juzgado de Primera Instancia número 2 de la misma ciudad.
El problema era que se comunicó formalmente a la compañía intermediaria, Chapman Freeborn, a través de su filial española. Esta no comparació en el juicio e incluso fue declarada en rebeldía por no atender al mismo, pero la Audiencia considera que debió dirigirse al domicilio central de la empresa, en Fráncfort (Alemania), pues aunque comparta el mismo nombre y página web y pertenezca al mismo grupo, son la española es otra compañía.
"No es que se practicara incorrectamente, sino que en realidad no ha existido emplazamiento de la sociedad alemana", argumenta la sala. Por ello se debe volver a citar a la empresa correctamente, en el periodo de instrucción y volver a celebrar el juicio. Las indemnización a las familias quedaron sin efecto.
El 29 de febrero de 2008, la Audiencia, volvió a apoyar a Chapman, y aceptó la recusación contra el juez Ángel Dolado, y le apartó del caso por falta de “parcialidad”.
El 19 de noviembre de 2008 (enlace roto disponible en Internet Archive; véase el historial, la primera versión y la última)., seis días antes de comenzar el segundo juicio, la juez Amalia Sanz lo suspende, tras la solicitud de Chapman que alegaba que no había llegado las comisiones rogatorias solicitadas. Esto prorrogó el caso otros 15 meses.

### 2010-2014: Segundo juicio civil y sentencia
El tercer juicio por el accidente,y segundo civil tuvo lugar los días 1, 2, 3 y 4 de febrero de 2010. En la primera sesión , Russi Batliwala, representante de la empresa contratista Chapman Freeborn, responsable del vuelo, no se presentó en el nuevo juicio civil. El abogado de la contratista dijo desconocer las causas de la ausencia. También prestaron testimonio el cabo primero del Ejército de Tierra Sergio Manzanos y el teniente en la reserva Fermín Pérez. Manzanos negó que hubiese recibido billete aéreo alguno en el vuelo que realizó en ese aparato en el viaje de ida hacia Afganistán y dijo no tener constancia de que algún compañero hubiera recibido documento alguno. Y Fermín Pérez afirmó, por su parte, que «ningún mando militar dirigía el vuelo de ida a Kabul del Yakovlev 42» en el que viajó.
El juicio quedó visto para sentencia el 4 de febrero de 2010.En sus conclusiones finales, los abogados de las familias solicitaron 63 millones de euros en concepto de indemnizaciones a la compañía Ukranian Mediterranean Airlines (UM Air), a la contratista del vuelo Chapman Freeborn y a su reaseguradora Busin Joint-Stock Insurance, que, a través de sus representantes, han reclamado la exoneración de su responsabilidad.
El 12 de marzo de 2010, el Juzgado de Instrucción número 2 de Zaragoza condenó a las tres compañías al pago de 6.125.500 euros de indemnización a sus familias. 4 millones de euros menos de lo dictado en el primer juicio. El fallo las fija en 60.000 euros para cada viuda; 30.000 para cada huérfano; 8.500 para cada uno de los padres (aunque esta cifra se eleva a 30.000 cuando no hay viuda) y 3.000 por hermano. Esta última cantidad, aunque simbólica, reconoce por vez primera el derecho de los hermanos a indemnización.
La "actuación temeraria" de la tripulación, que realizó maniobras "gravemente negligentes", fue la causa del accidente según la jueza María Teresa Real. Dictó el vuelo de ilegal al entender que la caja negra denominada CVR, donde quedan registradas las conversaciones en la cabina, no funcionaba desde 45 días antes del siniestro, "este elemento, evidentemente no influye en el accidente, pero si no estaba operativo no se podía despegar, como nos han aclarado los peritos que depusieron en el juicio", añade la juez. Las empresas y no las familias recurrieron la sentencia.
Finalmente el 25 de noviembre de 2010, al cumplirse los 7 años y medio del accidente. La Audiencia de Zaragoza confirmó en todos sus extremos la sentencia de primera instancia que en marzo pasado condenó a las compañías UM Air, Chapman Freeborn y Bussin Joint a indemnizar con 6,1 millones de euros a los 59 familiares de los militares españoles que fallecieron en el accidente aéreo -que fueron los demandantes-. Dijo "resulta con meridiana claridad que la tripulación incurrió en graves errores en el pilotaje". A pesar de ello las empresas condenadas recurrieron al Tribunal Supremo, que confirmó la condena el 13 de noviembre de 2012. , lo mismo ocurrió con el Tribunal Constitucional el 15 de abril de 2013, que ni siquiera admitió su recurso.
El caso se cerró en Alemania en mayo de 2014, donde tuvieron que ir los abogados de las familias a ejecutar la sentencia contra Chapman Freeborn, y que estimó las peticiones de las víctimas para ser indemnizadas.

## Procedimiento 295/04 en la Audiencia Nacional

### El proceso
| Denuncia | Archivo 1 | Reapertura 1 | Imputados  | Instrucción 1    | Archivo 2 | Reapertura 2 | Instrucción 2 | Juicio   | Sentencia 1 | Sentencia 2 |
| -------- | --------- | ------------ | ---------- | ---------------- | --------- | ------------ | ------------- | -------- | ----------- | ----------- |
| 05/03/04 | 31/03/04  | 15/07/2004   | 11/11/2004 | 3 años y 4 meses | 22/11/07  | 29/04/08     | 11 meses      | 23/03/09 | 19/05/09    | 17/03/10    |

### Imputados
| Cargo               | Nombre                      | Puesto                                             | Nacimiento | Fecha imputación        | Procesamiento      | Delito                     | Condena  |
| ------------------- | --------------------------- | -------------------------------------------------- | ---------- | ----------------------- | ------------------ | -------------------------- | -------- |
| General de División | Vicente Carlos Navarro Ruiz | Jefe de la Inspección General de Sanidad           | 1941-†2010 | 10 de noviembre de 2004 | 8 de julio de 2008 | Falsedad documento oficial | 3 años   |
| Teniente General    | José Antonio Beltrán Doña   | Subdirector General de Cooperación y Defensa Civil | 1941       | 10 de noviembre de 2004 | No procesado       | Falsedad documento oficial | Absuelto |
| Comandante          | José Ramón Ramírez García   | Hospital Gómez Ulla                                | 1962       | 10 de noviembre de 2004 | 8 de julio de 2008 | Falsedad documento oficial | 1,5 años |
| Comandante          | Miguel Ángel Sáez García    | Hospital Gómez Ulla                                | 1965       | 10 de noviembre de 2004 | 8 de julio de 2008 | Falsedad documento oficial | 1,5 años |

### 2004-2008: Proceso penal por falsedad en la identificación de víctimas
El 5 de marzo de 2004, las familias se querellaron contra los dos generales que realizaron las identificaciones, por prevaricación y falsedad documental, su principal prueba es el “Protocolo de Examen de Cadáveres, Autopsia e identificación”, que redactaron los turcos, y firmaron estos generales, donde se decía que tres horas antes de la repatriación treinta cadáveres estaban sin identificar. Se les acusaba de ocultar que treinta de los sesenta y dos militares, llegaron a España sin identificar.
El 31 de marzo de 2004, Palacios acabó rechazando la denuncia, usó los mismos argumentos que en ocasiones anteriores, y aduce que no firmaron documentos en el extranjero, los generales, sobre la identificación de los españoles.
Finalmente, el 15 de julio de 2004, la Audiencia Nacional se declara competente para investigar las posibles responsabilidades penales, en la contratación del vuelo así como en las identificaciones, en el auto de once páginas que hasta aquel momento ambos casos iban asociados.
El 15 de octubre de 2004, la juez decide dividir el proceso en dos sumarios, el desglose correspondió, a las diligencias sobre los responsables del accidente –ya existente- (366/2003), y sobre el falseamiento de identificaciones creó un nuevo sumario (295/2004).
Pero no fue hasta el 10 de noviembre de 2004, a instancias del fiscal Burgos, que seguía instrucciones del fiscal general del Estado Cándido Conde-Pumpido, para que se extremaran las medidas tendentes a dar satisfacción a los familiares de las víctimas del accidente en la identificación de los militares fallecidos, la juez pidió, que se exhumaran los 30 militares mal identificados y que se les realicen las pruebas para comprobar su correcta identificación, reuniendo todos los cuerpos en el cementerio madrileño de la Almudena, y citó como imputados al Teniente General José Antonio Beltrán, al General de División Vicente Carlos Navarro Ruiz; y al Comandante José Ramón Ramírez García, y al Capitán Miguel Ángel Sáez García, también se pide citar como testigo al Comandante Alberto Ruiz de los Paños, que participó como asesor de los trámites legales para la repatriación de los cuerpos. Solicita asimismo nueva documentación a Turquía y a Defensa la que falta o estaba incompleta.
El 22 de noviembre de 2004, comenzaron las exhumaciones por toda España de los 21 militares mal identificados, 9 fueron incinerados por familias erróneas.
El 11 de enero de 2005, los forenses de la Audiencia terminaban de identificar a los cuerpos. El informe reveló nuevas irregularidades, como que solo se encontró una alianza en los ataúdes, cuando en el acta turca se reflejaban anillos, DNI, carteras... También se deduce a partir del documento que un ataúd guardaba restos de tres militares en cinco bolsas distintas, así como que se confundió la identidad a un militar de traje verde del Ejército de Tierra con otro de traje azul del Ejército del Aire, se confundió a un militar de raza negra con uno blanco, se atribuyeron botas de distinto número a un mismo militar... todos estos evidentes signos externos denotan que realmente no se realizaron identificaciones, sino reparto proporcional.
El 10 de marzo de 2005, revocando parte del archivo inicial la juez citó a declarar en la causa de las identificaciones al teniente coronel José Antonio del Valle Garrido, quien dijo que le enviaron para describir el siniestro, pero que no salió de la morgue, y no pudo ir al lugar del impacto, por lo que fue a Turquía “a no hacer nada”.
El 31 de marzo de 2005, Palacios revocó de nuevo otra parte de su propio archivo, y aceptó que declarasen como testigos dos enfermeros militares que acompañaron a los imputados. Estos dijeron que solo llevaron “guantes y batas” para identificar a los fallecidos. Los dos capitanes ATS, Antonio González y Couceiro contradijeron a Navarro porque dijeron que los turcos no pusieron pegas. Además dijeron que en ningún momento vieron al General de División Vicente C. Navarro Ruiz anotar datos para las identificaciones, ni llevar desde España fotos de los fallecidos.
El 23 de mayo de 2006, se cita en la causa al cónsul de España en Turquía, Ramiro Ezquerra, quien es el primer civil que declaró en el caso, después de que solicitase su comparecencia desde 18 meses antes. Este fue el último testigo del caso.
El 8 de noviembre de 2007, el fiscal Fernando Burgos, envía un escrito al juez, en el que acusa de falsedad a tres imputados intercambiaron las identidades de víctimas Yak-42, y pide llevarlos a juicio oral. Excluye de la acusación al General Beltrán, el cuarto imputado.
El 22 de noviembre de 2007, se archiva por segunda vez el caso, al no encontrar Marlaska delito en los documentos, pese a calificar de "grave e imprudente" la actuación de los sanitarios. La acusación y Fiscalía recurren la decisión.
El 29 de abril de 2008, la Sección Tercera de la Audiencia Nacional, vuelve a corregir a Marlaska, le ordena reabrir el caso, y ordena celebrar juicio oral contra tres militares imputados, se archiva el proceso contra el general Beltrán.
Finalmente el 7 de julio de 2008, Marlaska dicta el auto de apertura a juicio oral, y procesa a los tres militares por falsedad documental. Las familias piden 6 años de cárcel, para cada uno de los militares. La Fiscalía 5 años para el General de División Vicente C. Navarro Ruiz y 4,5 a sus dos subordinados.

### 2009-2012: Juicio penal, sentencia firme e indulto
Durante el juicio declararon 26 testigos (entre ellos 10 altos mandos militares, ocho familiares de las víctimas, y los dos forenses turcos que participaron en las identificaciones), 13 peritos y los tres imputados. La vista se desarrolló en nueve sesiones. Hay que recordar que durante la instrucción solo cinco testigos habían declarado por este caso.
El 23 de marzo de 2009 comienza en la Audiencia Nacional el juicio penal, contra los tres militares acusados de falsificar las 30 identificaciones, presidido por el juez Javier Gómez Bermúdez.
El 21 de abril de 2009 termina la vista oral y se dicta el visto para sentencia, tras nueve sesiones de tenso juicio.
Finalmente, el 19 de mayo de 2009, la Sección Primera de la Audiencia Nacional condena a un total de 6 años a los tres militares por falsedad documental:
- General de División Vicente Carlos Navarro Ruiz (3 años).
- Comandante José Ramón Ramírez García (un año y seis meses).
- Comandante Miguel Ángel Sáez García (un año y seis meses).

La Fiscalía solicitó 14 años, cinco años para el General de División Vicente Carlos Navarro Ruiz y cuatro y medio para los comandantes.
Tras la sentencia, Federico Trillo, exministro de Defensa en el momento, dijo: Respeto el fallo, pero no lo comparto.
El 17 de marzo de 2010 termina, tras 6 años de investigación judicial, el caso de las falsas identificaciones, con la sentencia del Tribunal Supremo que confirmó las penas de cárcel a los tres condenados.
Sin embargo, la enfermedad del General de División Vicente Carlos Navarro Ruiz evitó su entrada en prisión, suspendiendo su pena justo el día del 7.º aniversario, falleciendo a los 17 días de este auto, el 12 de junio de 2010.
Con la llegada del nuevo Gobierno de España, el ministro de Justicia Alberto Ruiz-Gallardón, con el apoyo de todo el Consejo de Ministros del 20 de abril de 2012, indulta a los comandantes José Ramón Ramírez García y Miguel Ángel Saéz García, para que pudiesen seguir ejerciendo como militares y con funciones públicas. Las familias protestaron duramente por este hecho.

### 2017: El Consejo de Estado culpa a Defensa del accidente
El informe emitido por el Consejo de Estado señala que el Ministerio de Defensa, entonces dirigido por Federico Trillo, tenía conocimiento de los riesgos para la seguridad que suponían viajes como el del Yak-42. Fue aprobado el 20 de octubre de 2016 por unanimidad de la Comisión Permanente del Consejo de Estado.

## Cine, televisión, literatura y teatro

### Cine
- Yak-42. Hay motivo, de Manuel Gómez Pereira. 2004. (4 min)
- Yak-42 de Tania Estévez. Gestevisión Telecinco S.A., e Iberrota Films. 2005. (85 min). Emitida en Telecinco, el 31 de mayo de 2005, visto por 2 064 000 televidentes (26.7 % de audiencia)[cita requerida]

### Televisión
- Españoles por la Paz de RTVE, emitido el día de la tragedia 26 de mayo de 2003. Visto por 4 494 000 televidentes (25 % de audiencia)[cita requerida]
- Funeral por los militares fallecidos en Turquía de RTVE, emitido el día del Funeral de Estado 28 de mayo de 2003. Visto por 2 539 000 televidentes (36.1 % de audiencia)[cita requerida]
- Informe Semanal:

1.-Tragedia en el Ejército 31 de mayo de 2003, con motivo del accidente.
2.-Yak-42. Un aniversario para la verdad 29 de mayo de 2004, con motivo del I aniversario.
3.-Yak-42, las heridas de la tragedia 10 de julio de 2004, tras confirmarse el escándalo de las falsas identificaciones.
4.-La otra historia del Yak-42 28 de junio de 2008, con motivo del V aniversario.
5.-Seis años en la niebla 25 de abril de 2009, con motivo del juicio penal por las falsas identificaciones.
- La infame mentira del Yak-42 de Grupo Prisa S.A. Cuatro Televisión, emitido el 3 de abril de 2009. Visto por 1 004 000 televidentes (10.8 % porcentaje de audiencia)[cita requerida]

### Literatura
- Yak-42. Honor y verdad: crónica de una catástrofe de Ramón Javier Campo, Península 2004.
- Yak-42. A sus órdenes, ministro, de Mariela Rubio Jiménez, FOCA 2006.
- Él que fue mi hermano (Yakolev), de José Ramón Fernández, Teatro del Astillero 2008.
- La bolsa nº 42 y los cadáveres nº 26 y 36 (1) El vuelo del Yakovlev, de E. Ortiz Gallo, Ed. Bubok 2013.
- La bolsa nº 42 y los cadáveres nº 26 y 36 (2) Cotejo de verdades, de E. Ortiz Gallo, Ed. Bubok 2017.

### Teatro
- YAK42 No te reconozco, una creación de Cristina Aniorte y Rubén Pleguezuelos de SOMNIS TEATRE. Estrenada en Zaragoza el 26 de mayo de 2013 en Conmemoración del X Aniversario, y en la actualidad sigue representándose en distintos lugares de España.

## Reconocimientos y homenajes

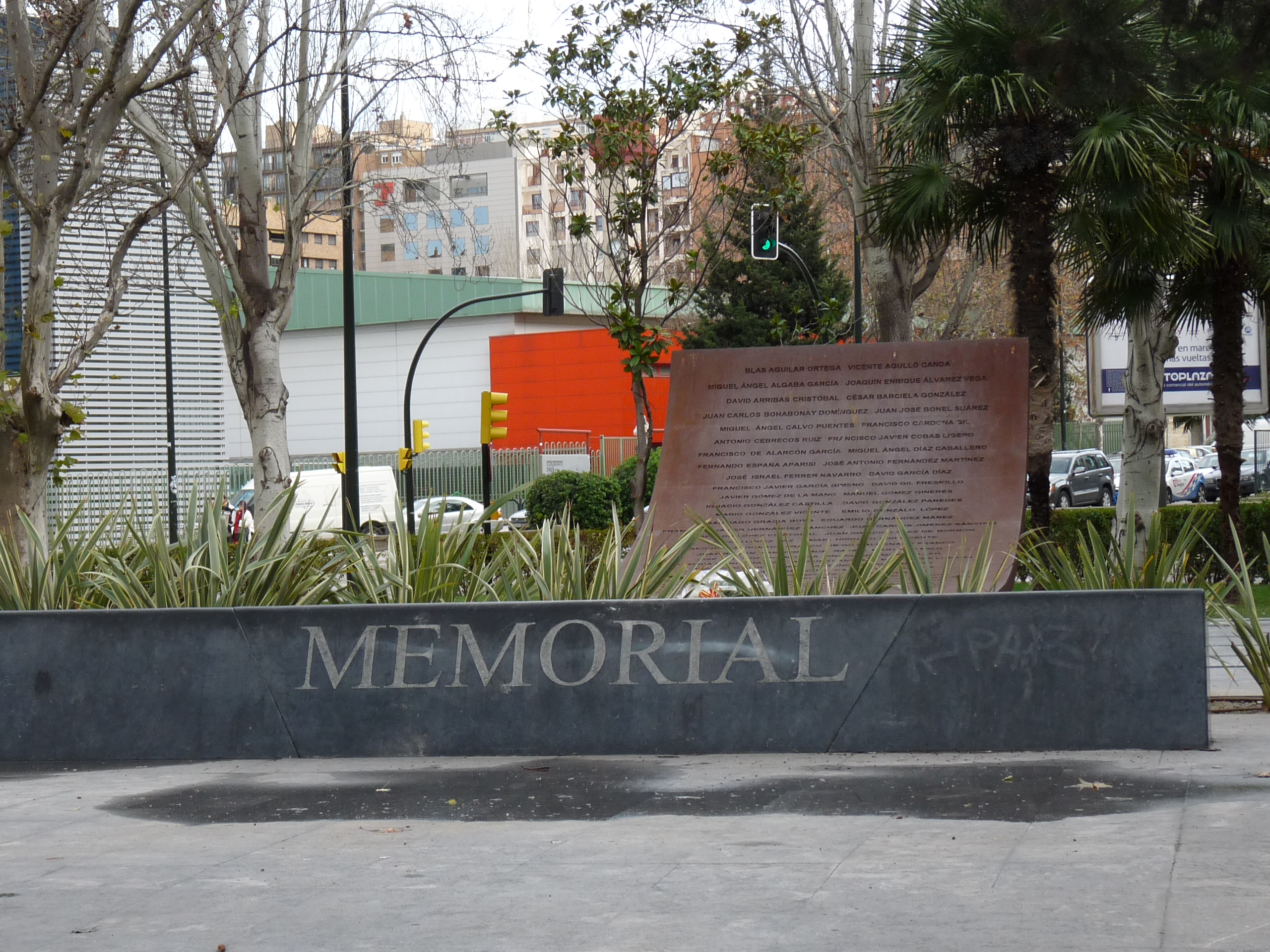
Monumento a las víctimas del Yak 42 en Zaragoza.1

El 17 de abril de 2007 se inauguró el primer monumento levantado en España en honor a las 62 víctimas. Está situado en el Paseo de la Constitución de Zaragoza y es obra del arquitecto José Manuel Pérez Latorre.
El Ayuntamiento de Zaragoza dedicó siete calles a los militares españoles fallecidos que procedían de Zaragoza. Las calles están situadas en los antiguos terrenos del Cuartel de San Lamberto y proximidades.
Los militares homenajeados son: José María Muñoz Damián, Santiago Gracia Royo, Ismael Hipólito Lor Vicente, Alberto Antonio Mustienes Luesma, Sergio López Saz, David González Paredes, Carlos Oriz García.